# Dama de Warka
La Dama de Warka, o Màscara de Warka, també anomenada col·loquialment és una obra sumèria de marbre blanc, anterior a l'any 3.000 abans de Crist i considerada una de les primeres representacions artístiques del rostre humà. Va ser esculpida per la civilització sumèria, considerada com la primera i més antiga civilització de la història i que es va estendre pel sud de Mesopotàmia, entre la zona dels rius Tigris i Eufrates, avui Iraq. Warka és el nom amb què es coneix avui la localitat que cap al 3000 aC va veure néixer la ciutat d'Uruk, inventora de la primera escriptura humana, el cuneïforme.